# Johann Philipp Becker

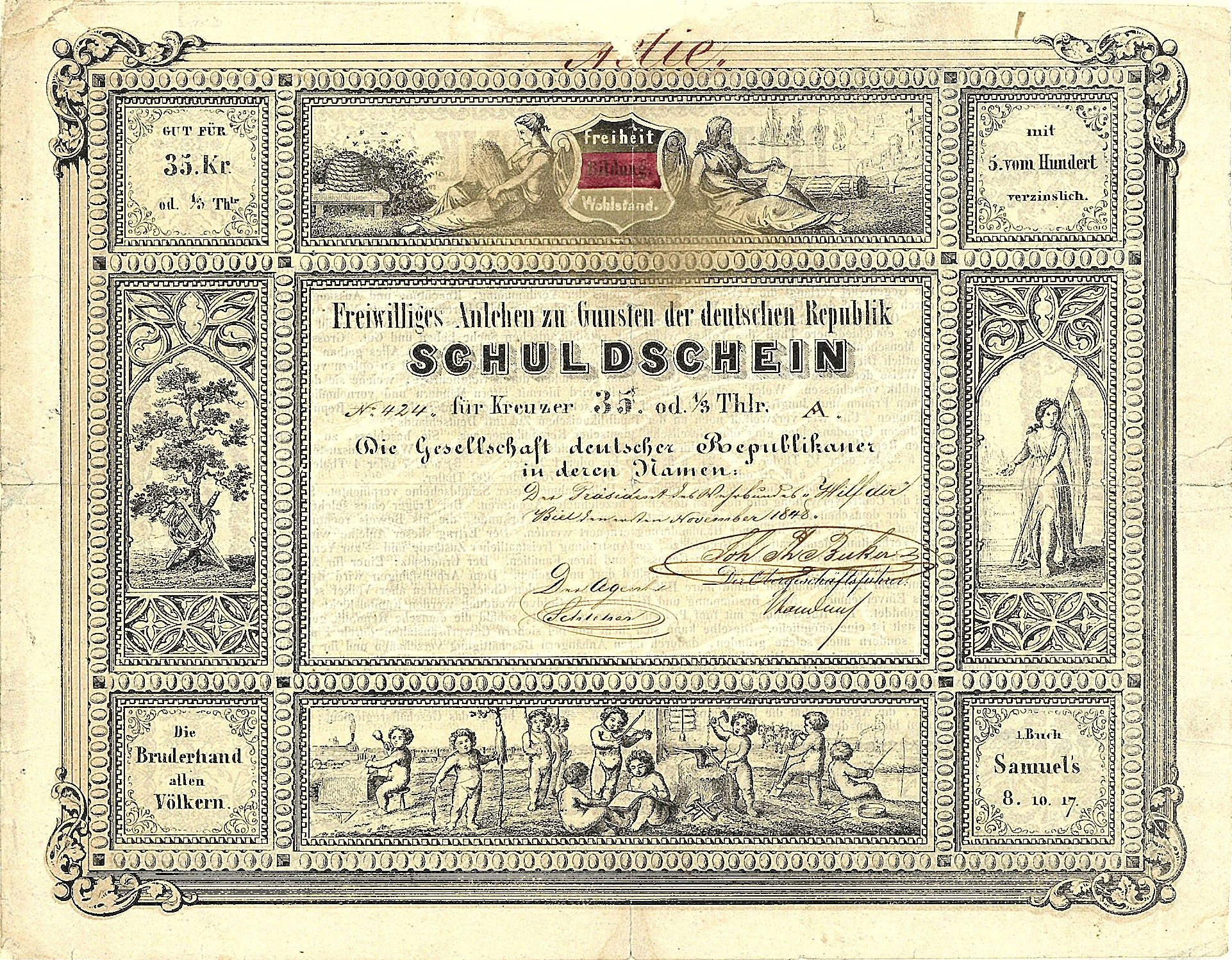
Obligacja Towarzystwa Republikanów Niemieckich na 35 Kreuzerów lub 1/3 Talara, oprocentowana na 5 procent, wystawiona 1 listopada 1848 roku w Biel w Szwajcarii na rzecz Republiki Niemieckiej na rzecz powstania w Wielkim Księstwie Badenii, podpisana w oryginale przez generała-rewolucjonistę Johanna Philippa Beckera jako prezesa Wehrbundu "Hilf dir".

Johann Phillipp Becker (ur. 20 marca 1809 we Frankenthal, zm. 9 grudnia 1886 w Genewie) – niemiecki rewolucjonista, uczestnik ruchu demokratycznego w Niemczech i Szwajcarii w latach 30. i 40. XIX wieku.
Urodził się w rodzinie robotniczej (syn stolarza) i był początkowo robotnikiem – zajmował się produkcją pędzli. Zaczął uczestniczyć w ruchu robotniczym w 1830. W 1832 roku odwiedził Festiwal Hambach, po którym został aresztowany za podżeganie do rewolucji, wkrótce zwolniony, ale niemal natychmiast ponownie aresztowany na 11 miesięcy. W maju 1838 roku wraz z rodziną przeniósł się do Szwajcarii – do Berna, potem do Biel, gdzie osiągnął sukces finansowy, stając się właścicielem fabryki wyrobów tytoniowych, jednocześnie nie porzucając swoich idei socjalistycznych. W 1847 roku został asystentem i doradcą Ulricha Ochsenbeina. Jednak w tym samym roku z powodu kryzysu gospodarczego stracił większość swojego majątku ponownie i musiał zrezygnować z fabryki cygar.
Podczas rewolucji w Badenii w latach 1848–1849 Becker powołał Ludową Milicję Badeńską, pokazując się jako utalentowany dowódca w sprawach organizacyjnych. Potem wrócił do Szwajcarii, osiadł w Genewie i otworzył własną tawernę.
Przez 1860 stał się znaczącą postacią w ruchu robotniczym, aktywnie uczestniczył w Pierwszej Międzynarodówce, był jednym z organizatorów jego niemieckich sekcji w Szwajcarii, redagował czasopismo „Der Vorbote”, do którego napisał wiele artykułów, aktywnie promował doktryny Karola Marksa i Fryderyka Engelsa.